# Eta Chamaeleontis
Eta Chamaeleontis (8 Chamaeleontis) é uma estrela na direção da constelação de Chamaeleon. Possui uma ascensão reta de 08h 41m 19.60s e uma declinação de −78° 57′ 48.3″. Sua magnitude aparente é igual a 5.46. Considerando sua distância de 316 anos-luz em relação à Terra, sua magnitude absoluta é igual a 0.53. Pertence à classe espectral B9IV.